# Discografia de Latino
A discografia de Latino, um cantor e compositor brasileiro, compreende doze álbuns de estúdio, sete álbuns ao vivo, duas coletâneas, cinco extended plays (EPs) e quatro DVDs..

## Álbuns

### Álbuns de estúdio
| Álbum                      | Detalhes                                                                                    | Vendas    | Certificações |
| -------------------------- | ------------------------------------------------------------------------------------------- | --------- | ------------- |
| Marcas de Amor             | - Lançamento: 12 de fevereiro de 1994 - Formatos: CD, LP, cassete - Gravadora: Columbia     | - 600.000 | - PMB: Ouro   |
| Aventureiro                | - Lançamento: 30 de fevereiro de 1996 - Formatos: CD - Gravadora: Columbia                  |           |               |
| Latino                     | - Lançamento: 12 de julho de 1997 - Formatos: CD - Gravadora: Columbia                      |           |               |
| 2000                       | - Lançamento: 13 de dezembro de 1999 - Formatos: CD - Gravadora: Abril                      |           |               |
| Xeque Mate                 | - Lançamento: 27 de fevereiro de 2002 - Formatos: CD - Gravadora: Spotlight                 |           |               |
| As Aventuras do DJ L       | - Lançamento: 5 de dezembro 2004 - Formatos: CD - Gravadora: EMI                            | - 60.000  | - PMB: Ouro   |
| As Novas Aventuras do DJ L | - Lançamento: 28 de fevereiro de 2006 - Formatos: CD - Gravadora: EMI                       |           |               |
| Sem Noção                  | - Lançamento: 30 de julho de 2007 - Formatos: CD, download digital - Gravadora: Universal   |           |               |
| Junto e Misturado          | - Lançamento: 15 de outubro de 2008 - Formatos: CD, download digital - Gravadora: Som Livre | - 50.000  | - PMB: Ouro   |
| James Bom de Cama          | - Lançamento: 27 de maio de 2014 - Formatos: CD, download digital - Gravadora: Radar        |           |               |
| Soy Latino                 | - Lançamento: 27 de novembro de 2015 - Formatos: CD, download digital - Gravadora: Sony     |           |               |

### Álbuns ao vivo
| Álbum                                    | Detalhes                                                                                            | Certificações |
| ---------------------------------------- | --------------------------------------------------------------------------------------------------- | ------------- |
| 10 anos de Sucessos                      | - Lançamento: 4 de abril de 2003 - Formatos: CD - Gravadora: Som Livre                              |               |
| Latino Ao Vivo 10 Anos                   | - Lançamento: 5 de junho de 2005 - Formatos: CD - Gravadora: EMI                                    | - PMB: Ouro   |
| Junto e Misturado: Fazendo a Festa       | - Lançamento: 14 de agosto de 2009 - Formatos: DVD, CD, download digital - Gravadora: Som Livre     |               |
| Vamos Bebemorar                          | - Lançamento: 31 de maio de 2010 - Formatos: CD, download digital - Gravadora: Som Livre            |               |
| Junto e Misturado 2: Festa Universitária | - Lançamento: 30 de maio de 2011 - Formatos: CD, download digital - Gravadora: Som Livre            |               |
| Live in Copacabana                       | - Lançamento: 31 de junho de 2012 - Formatos: DVD, CD, download digital - Gravadora: Som Livre      |               |
| Latino Fantasy - 25 Anos de Carreira     | - Lançamento: 25 de setembro de 2018 - Formatos: DVD, download digital - Gravadora: Universal Music |               |

### Coletâneas
| Álbum             | Detalhes                                                              | Certificações |
| ----------------- | --------------------------------------------------------------------- | ------------- |
| 20 Super Sucessos | - Lançamento: 3 de novembro de 2000 - Formatos: CD - Gravadora: Abril |               |
| Na Pista: Remixes | - Lançamento: 2 de setembro de 2006 - Formatos: CD - Gravadora: EMI   | - PMB: Ouro   |

### Álbuns de vídeo
| Álbum                                | Detalhes                                                                                            | Certificações |
| ------------------------------------ | --------------------------------------------------------------------------------------------------- | ------------- |
| Latino Ao Vivo 10 Anos               | - Lançamento: 5 de junho de 2005 - Formatos: CD - Gravadora: EMI                                    | - PMB: Ouro   |
| Junto e Misturado: Fazendo a Festa   | - Lançamento: 14 de agosto de 2009 - Formatos: DVD, CD, download digital - Gravadora: Som Livre     |               |
| Live in Copacabana                   | - Lançamento: 31 de junho de 2012 - Formatos: DVD, CD, download digital - Gravadora: Som Livre      |               |
| Latino Fantasy - 25 Anos de Carreira | - Lançamento: 25 de setembro de 2018 - Formatos: DVD, download digital - Gravadora: Universal Music |               |

## Singles

### Como artista principal
| Título                                                 | Ano | Álbum                                            |
| ------------------------------------------------------ | --- | ------------------------------------------------ |
| "Me Leva"                                              | 1993 | Marcas de Amor                                   |
| "Só Você"                                              | 1994 | Marcas de Amor                                   |
| "Não Adianta Chorar"                                   | 1994 | Marcas de Amor                                   |
| "Te Namorar"                                           | 1996 | Aventureiro                                      |
| "Diana"                                                | 1996 | Aventureiro                                      |
| "Eu Amo Você"                                          | 1996 | Aventureiro                                      |
| "Louca"                                                | 1997 | Aventureiro                                      |
| "Vitrine"                                              | 1997 | Latino                                           |
| "Amor de Estudante"                                    | 1997 | Latino                                           |
| "Provoca"                                              | 1999 | 2000                                             |
| "Solidão é Demais"                                     | 2000 | 2000                                             |
| "Você Já Foi Mais Humilde"                             | 2002 | Xeque Mate                                       |
| "Não Mete Essa Não"                                    | 2002 | Xeque Mate                                       |
| "Festa no Apê"                                         | 2004 | As Aventuras do DJ L                             |
| "Renata"                                               | 2005 | As Aventuras do DJ L                             |
| "Amante Profissional"                                  | 2005 | As Aventuras do DJ L                             |
| "Cátia Catchaça"                                       | 2006 | As Novas Aventuras do DJ L                       |
| "Meu Gol de Placa"                                     | 2006 | As Novas Aventuras do DJ L                       |
| "Maria Gasolina"                                       | 2006 | As Novas Aventuras do DJ L                       |
| "Sem Noção"                                            | 2007 | Sem Noção                                        |
| "Vagalume"                                             | 2007 | Sem Noção                                        |
| "Amigo Fura-Olho" (part. Daddy Kall)                   | 2008 | Junto e Misturado                                |
| "Pancadão ou Sertanejo" (part. André & Adriano)        | 2008 | Junto e Misturado                                |
| "Ponto Final" (part. D'Black)                          | 2009 | Junto e Misturado                                |
| "Selinho na Boca" (part. Perlla)                       | 2009 | Junto e Misturado: Fazendo a Festa               |
| "Se Vira" (part. Perlla ou Maria Cecília & Rodolfo)    | 2009 | Junto e Misturado: Fazendo a Festa               |
| "Vamos Bebemorar"                                      | 2010 | Vamos Bebemorar                                  |
| "Deixa Molhar"                                         | 2010 | Vamos Bebemorar                                  |
| "Caranguejo"                                           | 2011 | Junto e Misturado 2: Festa Universitária ao Vivo |
| "Fazer Besteirinha"                                    | 2011 | Junto e Misturado 2: Festa Universitária ao Vivo |
| "Dança Kuduro" (com Daddy Kall)                        | 2011 | Não adicionado à nenhum álbum                    |
| "Pitbull"                                              | 2012 | Live in Copacabana                               |
| "In Love"                                              | 2012 | Live in Copacabana                               |
| "Despedida de Solteiro"                                | 2012 | Não adicionado à nenhum álbum                    |
| "Fake Love"                                            | 2012 | Não adicionado à nenhum álbum                    |
| "Carrel"                                               | 2013 | Não adicionado à nenhum álbum                    |
| "Férias de Patrão"                                     | 2013 | Não adicionado à nenhum álbum                    |
| "Chama o Batman" (part. Mateus & Nathan)               | 2013 | James Bom de Cama                                |
| "James Bom de Cama"                                    | 2014 | James Bom de Cama                                |
| "Pra Lavar" (part. Dibôa)                              | 2014 | James Bom de Cama                                |
| "Todo Seu"                                             | 2015 | Soy Latino                                       |
| "Uivando Que Nem Cachorro"                             | 2016 | Soy Latino                                       |
| "Happy Day"                                            | 2016 | Latino Fantasy - 25 Anos de Carreira             |
| "Na Rebolada" (part. Labarca)                          | 2017 | Não adicionado à nenhum álbum                    |
| "Novinha Experiente"[carece de fontes?] (part. MC G15) | 2018 | Não adicionado à nenhum álbum                    |
| "Me Leva 2017"                                         | 2018 | Latino Fantasy - 25 Anos de Carreira             |
| "Outra Noite"                                          | 2018 | Latino Fantasy - 25 Anos de Carreira             |
| "Caçada"                                               | 2018 | Latino Fantasy - 25 Anos de Carreira             |
| "Baby Me Leva (Radio Remix)"                           | 2018 | Não adicionado à nenhum álbum                    |
| "Lap Dance"                                            | 2019\| style="background: #ececec; color: grey; vertical-align: middle; text-align: center; " class="table-na"\|Não adicionado à nenhum álbum |                                                  |
| Chora Não                                              | style="background: #ececec; color: grey; vertical-align: middle; text-align: center; " class="table-na"\|Não adicionado à nenhum álbum        |                                                  |
| "Sarradão" (part. MC Dread)                            | style="background: #ececec; color: grey; vertical-align: middle; text-align: center; " class="table-na"\|Não adicionado à nenhum álbum        |                                                  |
| "Tá Demais"                                            | style="background: #ececec; color: grey; vertical-align: middle; text-align: center; " class="table-na"\|Não adicionado à nenhum álbum        |                                                  |
| "Lili"                                                 | style="background: #ececec; color: grey; vertical-align: middle; text-align: center; " class="table-na"\|Não adicionado à nenhum álbum        |                                                  |

### Como artista convidado
| Título                                                       | Ano  | Álbum                                |
| ------------------------------------------------------------ | ---- | ------------------------------------ |
| "Sonhos" (Angélica part. Latino)                             | 1995 | Angélica                             |
| "E Por Isso Estou Aqui" (Anthony part. Latino)               | 1996 | Anthony                              |
| "Olhos Amante" (Anthony part. Latino)                        | 1996 | Anthony                              |
| "Conquista" (Buchecha part. Latino)                          | 2006 | Buchecha Acústico                    |
| "Não Pare" (Bamboa Samba Club part. Latino)                  | 2013 | Nesse Time Todo Mundo Joga (Ao Vivo) |
| "Todo Seu" (Well part. Latino)                               | 2015 | Tempestade                           |
| "U.T.I" (Luka part. Latino)                                  | 2015 | Céu de Diamantes                     |
| "Beba Mais" (Mano Walter part. Latino)                       | 2016 | Ao Vivo em Maceió                    |
| "Aquecimento na Mansão" (Forró dos Plays part. Latino)       | 2016 | Aquecimento na Mansão                |
| "Muito Mais Safado" (Dennis DJ part. Latino e MC Maneirinho) | 2017 | Professor da Malandragem             |
| "Muita Calma" (Chilleno part. Latino)                        | 2019 |                                      |

### Singlespromocionais
| Título        | Ano  | Álbum                         |
| ------------- | ---- | ----------------------------- |
| "Meu Deboche" | 2010 | Não adicionado à nenhum álbum |
| "O Gigante"   | 2013 | Live in Copacabana            |